# Assassin’s Creed: Revelations
Assassin’s Creed: Revelations (с англ. — «Кредо ассасина: Откровения», в русской локализации — «Assassin’s Creed: Откровения») — компьютерная игра в жанре приключенческого боевика (англ. Action-adventure), разработанная студией Ubisoft Montreal совместно с подразделениями компании Ubisoft в Анси, Бухаресте, Квебеке, Киеве, Мальмё и Сингапуре. Игра издана компанией Ubisoft на игровых приставках PlayStation 3 и Xbox 360 и Microsoft Windows. Четвёртая по счёту игра в серии Assassin’s Creed и третья, финальная часть истории о жизни Эцио Аудиторе да Фиренце, начатой в игре Assassin's Creed II.
Игра была выпущена 15 ноября 2011 года в Северной Америке, Европе и 1 декабря в Японии для игровых приставок. 29 ноября в Северной Америке, 1 декабря в России и 2 декабря в Европе для персональных компьютеров. Издателем игры на территории России и стран СНГ является компания «Акелла».

## Игровой процесс

### Нововведения
- К оружию игрока добавлен «нож-крюк». С его помощью можно скользить по тросам, натянутым между зданиями, что сильно сокращает время передвижения из одной части города в другую. Также его можно использовать в бою.
- В игре появились бомбы, которые можно собирать из доступных ингредиентов. Доступно 120 различных комбинаций создания бомб (4 способа срабатывания, 3 типа мощности и 10 эффектов).
- Для восстановления города теперь нужно не уничтожать башни тамплиеров, как раньше, а захватывать, зажигая на них сигнальный огонь.
- «Чёрная комната» (англ. Black Room) — потайное место в Анимусе, где предстоит управлять Дезмондом, путешествуя по его подсознанию, и узнавать подробности его прошлого.
- Появилась новая способность ассасина — «Орлиное чутьё» (англ. Eagle sense), которое позволяет сфокусироваться на одном определённом персонаже и узнать, в какой части локации он побывал и куда он отправится в скором времени, что позволяет обходить стражу и эффективно расставлять ловушки.
- Максимальный уровень ассасина теперь равняется 15, то есть мастер-ассасин.
- Если уровень известности зашкаливает, стражники нападут на убежище. Его придётся оборонять, чтобы район не перешёл к тамплиерам, оборона происходит в виде Tower Defense. Если же командир базы мастер-ассасин, то база, которую он защищает, получает иммунитет к атакам врагов.
- Изменилась концепция необязательных побочных заданий, которые теперь выдаются случайно.
- Гильдия куртизанок заменена гильдией цыганок (англ. the Romani).
- Некоторые контракты теперь требуют определённого вооружения у ученика-ассасина.
- Изменилась внешность Дезмонда. Также изменилась внешность Эцио (больше, чем это объяснял бы возраст).
- Несколько изменилась боевая система: добавилось воровство во время боя, упростились контратаки и быстрые убийства.

### Многопользовательский режим
- Появилась возможность изменения внешнего вида персонажа и вооружения.
- Многопользовательский режим стал важной частью сюжета, раскрывающей деятельность Абстерго.
- Расширился ассортимент способностей персонажей.

## Сюжет
Сюжет игры начинается с того, что Дезмонд очнулся в первичной тестовой программе Анимуса, где уже находится 16-й (как выяснилось, его имя — Клэй Качмарек). 16-й объясняет ему, что Анимус пытается найти Дезмонда и удалить, как вредоносный вирус, а Клэй изо всех сил пытается предотвратить это. Дезмонд должен будет пережить последние воспоминания своих предков, и столкнуться со своим собственным прошлым, и если это ему удастся, то произойдёт синхронексус и он сможет выйти из комы.
1511 год. Разгромив режим Борджиа, 52-летний мастер-ассасин Эцио Аудиторе да Фиренце отправляется на Восток, на родину великого ассасина Альтаира ибн Ла-Ахада, где ищет следы утерянной библиотеки Ордена ассасинов. Это опасное путешествие обещает быть полным открытий и откровений. По прибытии в заснеженный Масиаф Эцио обнаруживает, что город оккупирован греками-тамплиерами. Противостояние ассасинов и тамплиеров стало открытым. Проиграв битву с ними, Эцио чудом избегает смерти в плену от руки жестокого Леандра, капитана тамплиеров. Пробравшись в катакомбы, Эцио обнаруживает, что для доступа к библиотеке Альтаира нужны пять печатей-ключей. Одна из печатей уже попала в руки тамплиеров, и Эцио предстоит отнять у Леандра дневник купца Никколо Поло (отца Марко Поло), в котором дана информация об остальных. Выйдя из деревни, Эцио в повозке преследует Леандра, но греки-тамплиеры — метатели бомб на бегу уничтожают повозку и тяжело ранят Эцио. Эта погоня привела его в поселение в горах, которое находится под контролем греков-тамплиеров. Пробравшись в деревню, а затем и в крепость, ассасин убивает стражу и самого Леандра. Перед смертью тамплиер отдаёт дневник Эцио, сказав, что дневник ему уже не поможет и что один ключ уже найден ими. Он также говорит, что тамплиерам не нужны книги Альтаира, а нужны лишь указания, которые направят их к некоему Великому Храму.
Эцио отправляется в Константинополь, так как в дневнике сказано, что именно там хранятся печати. Ассасин знакомится с принцем Сулейманом, который представляется ему как ученик. В порту Эцио встречает Юсуф Тазим, который радостно приветствует мастера-ассасина. Юсуф рассказывает об обстановке в регионе: после падения Византийской империи ассасины стали силой в городе. Но эти греки-тамплиеры быстро восстанавливают влияние, и ассасины уверены, что они готовы совершить переворот в ближайшее время. А султан Баязид II воюет с сыновьями, закрывая глаза на захваты районов византийцами. Показав квартал Галата, Юсуф дарит Эцио нож-крюк, созданный ассасинами под конец XV века. Юсуф показывает его в действии, и Эцио просит помощи в поисках печатей Альтаира. Узнав о нападении на Северную Имперскую базу, Юсуф отправляется туда, а тем временем Эцио командует обороной галатской базы ассасинов, уничтожая византийцев. Затем они предпринимают атаку на Северную Имперскую базу в другой части города. Вернув базу и потеряв много ассасинов, Эцио начинает расширять Орден, приглашая вступить туда местных жителей. Спустя пару недель один член Ордена достиг звания ассасина и он хочет стать командиром базы. Он также говорит Эцио, что в последнее время без вести пропали несколько ассасинов. Ночью они в тёмном пустом парке обнаруживают труп и кровь ассасина. При помощи «орлиного чутья» Эцио видит, что ассасин был убит человеком в плаще с капюшоном. Тут-то как раз этот человек попадается на глаза Эцио и он устраивает погоню. Но человек избежал смерти от рук ученика и его защитил отряд византийцев. Ученик рассказывает, что этот человек — падший ассасин Вали, который мстит ордену, и его нужно уничтожить. Но Эцио не позволяет сразиться ученику с таким сильным врагом и отправляет ученика в Бурсу на задание. На следующий день Юсуф показывает Эцио, как создавать бомбы. Эцио спрашивает, где в Имперском районе была лавка Поло. Она должна дать зацепки, где искать ключи Масиафа. Юсуф советует Эцио спросить об этом османского картографа и навигатора Пири Реиса. Пири на карте показывает место, где раньше находилась лавка. Картограф также обещает рассказать ассасину об использовании особых бомб, если он захочет. Прибыв на место, Эцио обнаруживает, что на месте лавки Поло расположился книжный магазин очаровательной венецианки Софии Сартор. В магазине Эцио находит потайной ход в подземное пустое водохранилище Цистерну Базилика. Оказывается, там ведут свои раскопки фанариоты, которые ищут второй ключ. Но Эцио убивает трёх капитанов тамплиеров и вырезает весь греческий отряд, после чего он находит ключ Масиафа и карту. В магазине Эцио заключает сделку с Софией: она расшифрует для него карту, где надо искать книги, которые укажут на местоположение катакомб с ключами, а взамен Эцио после окончания поисков отдаст книги Софии.
Позже Эцио выясняет, что тамплиеры планируют убить принца Сулеймана. С Юсуфом в костюмах итальянских певцов он проникает во дворец и спасает юному принцу жизнь, а также заслуживает его доверие. На следующий день Эцио по просьбе Сулеймана подслушивает разговор принца Ахмета. Затем Эцио находит ещё одну печать Альтаира и видит, что произошло после смерти Аль-Муалима: даже со смертью наставника Альтаир пытался сохранить орден и его честь и спасти остальных ассасинов. Эцио и принц Сулейман подозревают, что Тарик Барлети, капитан янычаров, связан с тамплиерами. Эцио следит за ним и выясняет, что тот послал в арсенал грека Мануила. Герой подслушивает разговор и узнаёт, что Мануил с оружием хочет отправиться в Каппадокию.
Эцио находит третью печать Альтаира, из содержания которой становится известно, что в будущем ассасины стали просто воинами и еретиками. Аббас захватил власть и изгнал Альтаира из Масиафа вместе с сыном Даримом. Узнав, что Аббас приказал убить Сефа, младшего сына, Альтаир убивает всех нападавших и убегает из деревни, потеряв жену Марию. Тем временем Эцио помогает Софии и ухаживает за ней, сначала добыв посылку для неё, затем найдя украденную картину и, наконец, принеся ей пять белых тюльпанов.
Через год Эцио наконец убивает Тарика, но тот оказывается не предателем. Из следующей печати Эцио видит возвращение Альтаира в Масиаф через 20 лет. Вместе с другими ассасинами Альтаир убивает капитанов Аббаса. Затем из пистолета, который Альтаир сам же и сделал, он убивает самого Аббаса. После этого Эцио решает отправиться в пещерную страну — Каппадокию. Перед тем, как отправиться в путь, Эцио просит Юсуфа позаботиться о Софии. В Каппадокии Эцио устраняет подручного Мануила — жестокого убийцу Шаха-Кулу и уничтожает арсенал тамплиеров, взяв пятую печать Альтаира у Мануила. Эцио узнаёт, что главный заговорщик — принц Ахмет. Тот грозит смертью Софии и уничтожением всего ордена ассасинов и добавляет, что всего печатей шесть. Эцио уплывёт обратно в Константинополь и из пятой печати видит, что Альтаир отдаёт все пять печатей Никколо Поло, но о шестой — ни слова. В Константинополе Эцио обнаруживает разруху: пожар, бедность и война. А в лавке Софии трупы ассасинов, среди них — Юсуф Тазим с кинжалом в спине. Для Эцио это оказалось последней каплей. Собрав всех ассасинов, Эцио нападает на принца Ахмета, но вместо боя получает предложение: печати взамен на Софию. Принеся печати, Эцио надеется на сделку, но тамплиер обманывает его. Аудиторе спасает Софию и вместе с ней отправляется в погоню за Ахметом. В бою Эцио побеждает его, но убивает принца Ахмета Селим I Грозный, сбросив с обрыва, сказав, что отец выбрал наследника. Также он приказывает Эцио убираться навсегда. Эцио пытается кинуться на него с мечом, но София останавливает его.
Убийство принца Ахмета и потеря Константинополя окончательно добивает тамплиеров и заставляет Орден уйти в подполье практически на двести лет.
В Масиафе Эцио и София находят библиотеку и открывают дверь при помощи печатей. Но в ней нет ни книг, ни знаний. В библиотеке Эцио находит скелет Альтаира и шестую печать. В ней — воспоминания о последней минуте жизни великого ассасина. Библиотека создана не для книг или знаний с сокровищами, а для Яблока Эдема, которое принадлежало Альтаиру. Но Эцио решает оставить артефакт в хранилище и пожить для себя. Эцио обращается к Дезмонду в надежде, что тот найдёт ответы на вопросы.
Во время нахождения Эцио последней печати, Анимус находит Дезмонда и собирается его удалять, но 16-й спасает его, дотронувшись до него и скопировав его ДНК, и Анимус удаляет 16-го.
Затем Дезмонд попадает в нексус времени, где Юпитер объясняет ему, что мощная вспышка Солнца уничтожила всю первую цивилизацию и лишь немногие из переживших катастрофу смогли спастись. После разговора с Юпитером Дезмонд выходит из комы в окружении Ребекки, Шона и своего отца Уильяма Майлза (лидера современных ассасинов). Они приезжают к месту, где раньше был Великий храм Первой цивилизации, где-то в США. А сам Дезмонд говорит: «Я знаю, что делать дальше».

## Противники
В игре присутствуют две фракции противников, способных воевать между собой (представляет собой обычные уличные стычки). Первая из них византийцы (Орден Тамплиеров). Вторая — оттоманы (Оттоманская империя).
Оттоманы чаще всего встречаются на улицах Константинополя, а византийцы — в захваченных районах и Каппадокии. При этом византийцы нападут на ассасинов после того, как они их заметили.

## Игровые локации
Главный город в Assassin’s Creed: Revelations — Константинополь, столица Османской империи. Площадь города составляет примерно 80 % от площади Рима, главного города Assassin’s Creed: Brotherhood. Но в отличие от Рима в Константинополе нет тихих деревушек в сельской местности. Город очень плотно застроен и на улицах ходят огромные толпы людей.
Константинополь разделён на две части заливом Золотой Рог. В северной части города находится Галата, район иностранцев и купцов. Главное убежище ассасинов находится именно там. В большей, южной части города находятся Имперский, Баязид и Константинов районы.

## Разработка
Игра была официально анонсирована 5 мая 2011 года на Game Informer, но это объявление немного ранее просочилось в интернет.
- 29 апреля 2011 года в официальной группе в Facebook’е появилась ссылка на тизер, призывающий распространять эту информацию среди друзей[5].
- 26 мая 2011 года был опубликован первый тизер игры.
- 7 июня на выставке E3 были показаны трейлер и геймплей игры[6].
- В середине августа на выставке GamesCom был показан новый трейлер и геймплей игры за Эцио и Альтаира.
- С 3 по 17 сентября был проведён бета-тест мультиплеера, в котором смогли принять участие подписчики PlayStation Plus и пользователи Uplay.
- 27 сентября вышла полная версия сюжетного трейлера показанного ещё в июне на выставке E3 2011.
- 16 октября Ubisoft официально объявила дату релиза Windows версии игры — 29 ноября 2011 года.
- 26 октября Ubisoft сообщила об отправке в печать Assassin’s Creed: Revelations.

## Отзывы и продажи
| Сводный рейтинг       | Сводный рейтинг                        |
| Агрегатор             | Оценка                                 |
| --------------------- | -------------------------------------- |
| GameRankings          | 80,05 % (PS3) 79,04 % (X360)           |
| Metacritic            | 81/100 (PS3) 80/100 (X360) 80/100 (PC) |
| Иноязычные издания    |                                        |
| Издание               | Оценка                                 |
| 1UP.com               | B+                                     |
| Edge                  | 7/10                                   |
| Eurogamer             | 7/10                                   |
| Game Informer         | 8,75/10                                |
| GamePro               | 7/10                                   |
| GameSpot              | 8,0/10                                 |
| GamesRadar+           | 8/10                                   |
| GameTrailers          | 8,8/10                                 |
| IGN                   | 8,5/10                                 |
| OXM                   | 8,5/10                                 |
| VideoGamer            | 7/10                                   |
| Русскоязычные издания |                                        |
| Издание               | Оценка                                 |
| Absolute Games        | 75 %                                   |
| PlayGround.ru         | 7,6/10                                 |

По данным на февраль 2012 года, к 31 декабря 2011 игра была продана в количестве более чем 7 миллионов копий.

## Дополнительный загружаемый контент
- «Набор персонажей „Предки“» (The Ancestors Character Pack) — в декабре 2011 года вышло первое дополнение, только для многопользовательского режима. В DLC входят:
  - 4 новых персонажа: Пират, Гладиатор, Капер и Бандит;
  - 4 новых достижения: «Намертво», «Джаггернаут», «Пиратская доблесть» и «Стервятник».
- «Средиземноморское путешествие» (Mediterranean Traveler Map Pack) — 24 января 2012 года вышло второе дополнение, также только для мультиплеера. В DLC входят:
  - 6 карт для многопользовательского режима: Красильни, Иерусалим, Имперский квартал, Флоренция, Сан-Донато и Сиена;
  - 6 новых достижений: «Дикая ярость», «Соломенная шляпа», «Острота жизни», «Сдержанная жестокость», «Вверх-вниз» и «Карнавал».
- «Утерянный Архив» (The Lost Archive) — 28 февраля 2012 года вышло третье дополнение, которое включает новый контент как для одиночной, так и для мультиплеерной составляющих:
  - новая кампания из 7 миссий «Странствия Дезмонда», в которой главным героем выступает предшественник Дезмонда Майлса — Клэй Качмарек (Объект № 16);
  - бонусная миссия «Темница Влада Пронзателя», по прохождении которой игрок получает Меч Влада Цепеша;
  - 3 новых костюма: Доспехи Брута, Доспехи Турецкого Ассасина и Одеяния Альтаира;
  - увеличение боеприпасов для бомб, арбалета и скрытного пистолета;
  - 10 новых достижений для одиночной игры: «Часть Кредо», «Тебе говорят, прыгай», «Войти в Анимус», «Встреча с создателем», «Петля», «Разорвать петлю», «Спасение», «Уоррен Видик впечатлён», «Пересечь Стикс живым» и «Сложить элементы»;
  - 3 новых персонажа для мультиплеера: Оттоманский Шут, Крестоносец и Оттоманский Врач.

## Варианты изданий
- Все загружаемые дополнения отдельно вышли диском 30 марта 2012 года от компании Акелла.
- Помимо обычного издания игры существует Assassin’s Creed Revelations — Gold Edition, которое уже содержит все три дополнения. Издание вышло 29 марта 2012 года.

## Продолжение
Сразу же после выхода Revelations стала появляться разная информация по поводу следующей части игры. Так 17 ноября 2011 журнал PSM3 сообщил о том, что вероятнее всего события следующей части развернутся в Египте.
Другими местами действий назывались: Средневековый Китай, Викторианская Англия, США времён войны за независимость, феодальная Япония.
5 марта 2012 Ubisoft анонсировали новую часть игры, которая вышла 31 октября 2012 года. Действие игры переносится в Америку времён войны за независимость и охватывает период с 1753 по 1783, где главным героем стал индеец-полукровка Коннор Кенуэй или Радунхагейду. Данная игра завершила историю Дезмонда.